# Florian Houerie

a Compétitions nationales et continentales officielles uniquement.

Dernière mise à jour le 12 juillet 2019.
Florian Houerie, né le 27 octobre 1992, est un joueur français de rugby à XV qui évolue au poste de pilier gauche.

## Biographie
Florian Houerie naît le 27 octobre 1992.
Né à Lourdes il commence le rugby en 2000 à l'école de rugby d'Argelès-Gazost dans les Hautes-Pyrénées, jusqu'en cadet. 
Il part ensuite pour le Tarbes Pyrénées Rugby pour deux saisons avant d'intégrer le centre de formation du CO.
Après avoir passé trois saisons en catégories jeunes et trois (2010/2013) de plus au sein de l'effectif professionnel (2014/2016) et disputé 20 rencontres sous les couleurs bleu et blanche, il dispute un match de rugby contre Clermont-Ferrand en insuffisance rénale en octobre 2015.
Il doit arrêter brutalement sa carrière de rugbyman.
Le 30 octobre 2015
Il reprend une licence 3 Management du sport au sein de l'université Paul Sabatier en 2016 et plus précisément au STAPS, à la Faculté de Science du Sport et du Mouvement Humain.
Il poursuit cette reprise d'études par un Master 1 en Management du Sport et un Master 2 Ingénierie et Développement par le sport et les loisirs. 
Il subit une greffe du rein le 9 juin 2017. 
Il impute alors la responsabilité de ce manque de suivi médical au médecin du club du Castres olympique.